# 정나온
정나온(1976년 12월 23일 ~ )은 대한민국의 배우이다. 1995년에 SBS 5기 공채 탤런트로 선발되었다.
한편, 데뷔할 때부터 본명인 정진경으로 활동해 왔다가 나중에 현재의 예명으로 활동하고 있는데 2001년 여성 2인조 락그룹 '버튼'을 결성하기도 했다.
아울러, 첫 드라마부터 주연급으로 발탁이 됐으나 이 당시 SBS는 1992년 5월 종영된 《여성극장》이후 정규 단막극을 한동안 편성하지 않아 신인 발굴에 소홀했다는 혹평을 받아왔다.
상황이 이렇다 보니 본인(정나온)의 SBS 한 기수 공채 탤런트 선배(SBS 4기) 김남주가 데뷔 초창기 단역을 전전하기도 했고 SBS 공채 3기  6기 출신 윤해영(3기) 김명민(6기) 등은 타방송사에서 돋보인 케이스에 속했다.

## 학력
- 경희대학교 언론정보대학원

## 출연작

### 영화
- 《천화》 (2018년) - 나온 역
- 《마중》 (2017년)
- 《눈발》 (2017년) - 미희 역
- 《빛을 향하여 다시》 (2013년)
- 《하모니》 (2010년) - 민우 양모 역
- 《가루지기》 (2008년) - 단비 역
- 《산부인과》 (1997년)

### 드라마
- 《차달래 부인의 사랑》 (KBS2, 2018년) - 김현정 역
- 《모두가 알고 있는 비밀》 (웹드라마, 2018년) - 하위신 역
- 《밥상 차리는 남자》 (MBC, 2017년) - 연미주 역
- 《일편단심 민들레》 (KBS2, 2014년)
- 《개과천선》 (MBC, 2014년)
- 《신의 선물 - 14일》 (SBS, 2014년)
- 《열애》 (SBS, 2013년)
- 《패션왕》 (SBS, 2012년)
- 《신이라 불린 사나이》 (MBC, 2010년)
- 《정조암살미스터리: 8일》 (채널CGV, 2007년) - 젊은 주모 역
- 《파리의 연인》 (SBS, 2004년)
- 《달콤한 신부》 (SBS, 1999년)
- 《미우나 고우나》 (SBS, 1998년)
- 《7인의 신부》 (SBS, 1998년)
- 《사랑해 사랑해》 (SBS, 1998년)
- 《단 한번의 노래》 (SBS, 1997년)
- 《만강》 (SBS, 1996년) - 옥단 역
- 《사랑의 이름으로》 (SBS, 1996년)
- 《임꺽정》 (SBS, 1996년)
- 《코리아게이트》 (SBS, 1995년)
- 《째즈》 (SBS, 1995년)
- 《고백》 (SBS, 1995년) - 미경 역